# 송정항 (부산)
송정항(松亭港)은 부산광역시 해운대구 송정동에 있는 어항이다. 지방어항으로 지정하여 관리하고 있다. 시설관리자는 해운대구청장이다.

## 어항구역
송정항의 어항구역은 다음과 같다.
- 수역[1]
  - 시가지 돌출부 동쪽 선착장 기점부에서 정남으로 300m 지점과 이점에서 정동으로 기장군 경계와 접하는 선내구역
- 육역[2]
  - 해운대구 송정동 288-55(제) 473m2
  - 해운대구 송정동 288-56(제) 900m2
  - 해운대구 송정동 288-57(잡) 4,046m2
  - 해운대구 송정동 288-58(도) 5,000m2 중 244m2
  - 해운대구 송정동 288-78(잡) 415m2
  - 해운대구 송정동 288-79(잡) 553m2

## 송정 등대
송정등대는 쌍둥이다. 흰 등대와 붉은 등대가 양쪽 방파제 끝에서 마주 본다. 1999년 세워졌다. 뭍에서 보면 흰 등대는 오른쪽에 있고 붉은 등대는 왼쪽에 있다. 바다로 나가는 배는 뭍의 오른쪽 흰 등대에 붙어서 나가고 들어오는 배는 바다의 오른쪽 붉은 등대에 붙어서 들어온다. 등대 꼭대기에 피뢰침, 태양열 충전기와 전등이 달려 있다. 전등은 5초에 한 번 깜박인다. 등 색깔은 녹등과 홍등. 흰 등대에선 녹등이 켜지고 붉은 등대에선 홍등이 켜진다. 뱃사람들은 흰 등대, 붉은 등대라 부르지 않고 녹등, 홍등이라 부른다. 해도에는 FlG5s, FlR5s로 나와 있다. Fl은 플래시 약자. G는 녹색, R은 붉은 색. 다른 숫자 없이 5s만 있으면 5초에 한 번이란 표시이다. 흰 등대 정식명칭은 송정항 서방파제 등대. 붉은 등대는 동방파제 등대이다.